# Ilūkstes NSS
Ilūkstes NSS – łotewski klub piłkarski z siedzibą w Iłuksztcie. Został założony w 1998 roku. Zespół w sezonie 2012 zajął 2. miejsce w 1. līga (drugi poziom rozgrywkowy) i awansował do Virslīgi.

## Nazwy
- 1988 - Zemgale Ilūkste
- 1989 - Varpa Ilūkste
- 1991 - Varpa-Dilar Ilūkste
- 1992 - Dilar Ilūkste
- 1996 - FK Ilūkste
- 1998 - Celtnieks Ilūkste
- 2000 - FK Ilūkste
- 2007 - Ilūkstes NSS

## Pozycje ligowe
- 1988 - 13. miejsce w A klasie (ZSRR)
- 1989 - 14. miejsce w A klasie (ZSRR)
- 1990 - 10. miejsce w A klasie (ZSRR)
- 1991 - 5. miejsce w A klasie (ZSRR)
- 1992 - 12. miejsce w Virslīga - spadek do 1. līga
- 1997 - 9. miejsce w 1. līga
- 1998 - 4. miejsce w 1. līga
- 1999 - 7. miejsce w 1. līga
- 2003 - 2. miejsce w 2. līga gr. regionalna Północ-Wschód
- 2004 - 3. miejsce w 2. līga gr. regionalna Łatgalia
- 2005 - 2. miejsce w 2. līga gr. regionalna Łatgalia
- 2006 - 1. miejsce w 2. līga gr. regionalna Łatgalia - Awans do 1. līga
- 2007 - 16. miejsce w 1. līga - Spadek do 2. līga
- 2009 - 1. miejsce w 2. līga gr. regionalna Łatgalia
- 2010 - 1. miejsce w 2. līga gr. regionalna Łatgalia
- 2011 - 1. miejsce w 2. līga gr. regionalna Łatgalia - Awans do 1. līga
- 2012 - 2. miejsce w 1. līga - Awans do Virslīgi
- 2013 - gra w Virslīdze